# Europaschutzgebiet Spirkenwald Oberer Tritt
Das Europaschutzgebiet Spirkenwald Oberer Tritt (Natura-2000-Gebiete, auch: Spirkenwald Oberer Tritt) liegt in der Gemeinde Nenzing in Vorarlberg, Österreich im Rätikon. Es umfasst Wald, insbesondere Bergkiefern (Spirken). Die Bergkiefern gelten als „Überlebenskünstler“ und können auch wie hier vorliegend in sehr nährstoffarmen Gebieten wachsen aber auch in saurem Untergrund, wie in Hochmooren.
Zweck des Europaschutzgebietes Spirkenwald Oberer Tritt ist der Schutz hier lebender gefährdeter wildlebender heimischer Pflanzen- und Tierarten und ihrer natürlichen Lebensräume.

## Rechtliche Grundlage
Das Europaschutzgebiet Spirkenwald Oberer Tritt wurde gemäß Vorarlberger Naturschutzverordnung als solches mit einem einfachen Landesgesetz ausgewiesen. Grundlage für die Unterschutzstellung ist die Flora-Fauna-Habitat-Richtlinie 92/43/EWG (FFH-Richtlinie) der Europäischen Union. 

## Topografie
Das Europaschutzgebiet Spirkenwald Oberer Tritt liegt im Gemeindegebiet von Nenzing und hat in etwa die Form einer unregelmäßigen Ovals. Das gesamte Gebiet liegt in einer Höhe von etwa 1700 m ü. A. bis 1820 m ü. A. und hat eine Fläche von etwa 13 Hektar.

## Schutzzweck und -umfang
Im Sinne der Flora-Fauna-Habitat-Richtlinie (Anhang I der FFH-Richtlinie) ist für dieses Schutzgebiet der Prioritärer Lebensraum des Bergkiefervorkommens (montaner und subalpiner Pinus uncinata) auf Wald auf Gips und Kalksubstrat besonders geschützt.
Dieses Europaschutzgebiet ist eines von drei weiteren im Rätikon zum Schutz der Bergkiefernvorkommen (Europaschutzgebiet Innergamp, Europaschutzgebiet Saminatal, Europaschutzgebiet Spirkenwälder Brandnertal). Mit diesen vier Schutzgebieten werden die größten Vorarlberger Vorkommen und etwa die Hälfte der österreichweiten Bestände der Spirke abgedeckt.

## Nutzung und Verkehr
Das Europaschutzgebiet wird wenig als Naherholungsgebiet genutzt. Es führt keine öffentliche Straße in das Schutzgebiet.